# Liste der Baudenkmale in Nebenstedt
In der Liste der Baudenkmale in Nebenstedt sind die Baudenkmale des niedersächsischen Ortes Nebenstedt aufgelistet. Dies ist ein Teil der Liste der Baudenkmale in Dannenberg (Elbe). Der Stand der Liste ist der 31. Oktober 2021.
Die Quelle der IDs und der Beschreibungen ist der Denkmalatlas Niedersachsen.

## Allgemein
In den Spalten befinden sich folgende Informationen:
- Lage: die Adresse des Baudenkmales und die geographischen Koordinaten. Kartenansicht, um Koordinaten zu setzen. In der Kartenansicht sind Baudenkmale ohne Koordinaten mit einem roten Marker dargestellt und können in der Karte gesetzt werden. Baudenkmale ohne Bild sind mit einem blauen Marker gekennzeichnet, Baudenkmale mit Bild mit einem grünen Marker.
- Bezeichnung: Bezeichnung des Baudenkmales
- Beschreibung: die Beschreibung des Baudenkmales. Unter § 3 Abs. 2 NDSchG werden Einzeldenkmale und unter § 3 Abs. 3 NDSchG Gruppen baulicher Anlagen und deren Bestandteile ausgewiesen.
- ID: die Objekt-ID des Baudenkmales
- Bild: ein Bild des Baudenkmales, ggf. zusätzlich mit einem Link zu weiteren Fotos des Baudenkmals im Medienarchiv Wikimedia Commons. Wenn man auf das Kamerasymbol klickt, können Fotos zu Baudenkmalen aus dieser Liste hochgeladen werden:

## Baudenkmale

### Gruppe baulicher Anlagen
| Lage                                          | Bezeichnung | Beschreibung | ID       | Bild |
| --------------------------------------------- | ----------- | --- | -------- | ---- |
| Gartower Straße 52 53° 5′ 51″ N, 11° 7′ 41″ O | Hofanlage   | Das Haupthaus des ehemaligen Hofes Nr. 1 ist verschwunden (heute neues Wohnhaus), aber eine Längsscheune von 1853 und ein Stall mit Speicher von 1838 sind noch von der ursprünglichen Bausubstanz vorhanden. Nebenstedt war 1836 fast vollständig abgebrannt; die ältesten Gebäude stammen also aus den Jahren direkt danach. | 30826134 |      |

### Einzeldenkmale
| Lage                                          | Bezeichnung               | Beschreibung | ID       | Bild |
| --------------------------------------------- | ------------------------- | --- | -------- | ---- |
| Gartower Straße 52 53° 5′ 51″ N, 11° 7′ 42″ O | Speicher (Bauwerk)        | Zweigeschossiger Fachwerkbau unter Satteldach; Ausfachungen teils in Lehmschlag, teils in Backsteinmauerwerk; allseits Ladeluken und Türen. Errichtet 1838 (i). | 30837587 | BW   |
| Gartower Straße 52 53° 5′ 51″ N, 11° 7′ 40″ O | Scheune                   | Große Fachwerkscheune unter Halbwalmdach in Hohlpfannendeckung, Gefache mit Backsteinausfüllung; ausmittige Längsdurchfahrt. Errichtet 1853 (i).                | 30837606 | BW   |
| Gartower Straße 79 53° 5′ 54″ N, 11° 7′ 39″ O | Wohn-/ Wirtschaftsgebäude | Vierständerhaus in Fachwerk unter Halbwalmdach; Gefachausfüllungen in Backstein. Errichtet 1837 (i) nach dem Dorfbrand 1836.                                    | 30837569 |      |

### Ehemalige Baudenkmale
| Lage                                        | Bezeichnung                  | Beschreibung | ID | Bild |
| ------------------------------------------- | ---------------------------- | --- | -- | ---- |
| Heider Straße 12 53° 5′ 45″ N, 11° 7′ 31″ O | Wohn- und Wirtschaftsgebäude | Kleines Hallenhaus aus dem frühen 19. Jh. in Alleinlage am Südrand des Dorfes; vermutlich ein ehemaliges Hirtenhaus. |    | BW   |